# Chrysometa yunque
Chrysometa yunque là một loài nhện trong họ Tetragnathidae.
Loài này thuộc chi Chrysometa. Chrysometa yunque được Herbert W. Levi miêu tả năm 1986.